# Jun Ji-hyun
Đây là một Jun, họ là Wang.
Jun Ji-hyun (sinh ngày 30 tháng 10 năm 1981), còn được biết đến với tên tiếng Anh Gianna Jun, là một nữ diễn viên và người mẫu người Hàn Quốc. Cô đã nhận được nhiều giải thưởng, trong đó có 2 giải Grand Bell Awards trong hạng mục Nữ diễn viên xuất sắc nhất và 1 giải Baeksang Art Awards trong hạng mục Daesang cho phim truyền hình.
Jun Ji-hyun trở nên nổi tiếng với vai diễn trong bộ phim điện ảnh hài lãng mạn Cô nàng ngổ ngáo (2001), một trong những bộ phim hài Hàn Quốc có doanh thu cao nhất mọi thời đại. Những bộ phim đáng chú ý khác của cô bao gồm Il Mare (2000), Ngọn gió yêu thương (2004), Đội quân siêu trộm (2012), Hồ sơ Berlin (2013) và Sứ mệnh truy sát (2015). Cô cũng vào vai chính trong bộ phim truyền hình Vì sao đưa anh tới (2013–2014) và Huyền thoại biển xanh (2016–2017). Hiện nay, cô vào vai Ashin trong bộ phim Vương triều xác sống của Netflix (2020–nay) và vai Seo Yi-kang trong bộ phim truyền hình Bí ẩn núi Jiri của tvN.
Thành công của Jun Ji-hyun trong lĩnh vực điện ảnh và truyền hình đã đưa cô trở thành ngôi sao Hallyu hàng đầu. Cô được xem như là một trong "The Troika" cùng với Kim Tae-hee và Song Hye-kyo, còn được gọi chung là "Tae-Hye-Ji" theo từ viết tắt.

## Tiểu sử
Jun Ji-hyun sinh ngày 30 tháng 10 năm 1981  tại Seoul, Hàn Quốc. Cô là con út trong một gia đình có 2 anh em, anh trai lớn hơn cô 5 tuổi. Mẹ của cô và bạn bè của mẹ cô đều khuyến khích cô làm người mẫu hoặc diễn viên vì cô sở hữu chiều cao vượt trội và vóc dáng mảnh mai. Ước mơ thời thơ ấu của cô là trở thành tiếp viên hàng không, nhưng cô đã thay đổi quyết định sau khi trải qua một chuyến bay. Năm 1997, ở tuổi 16, cô theo học trường trung học nữ Jinsun và bắt đầu sự nghiệp người mẫu trên tạp chí Ecole. Năm 1998, cô ra mắt với tư cách là một diễn viên và lấy nghệ danh Jun Ji-hyun theo lời gợi ý của một nhà sản xuất.
Cô học đại học tại Đại học Dongguk và tốt nghiệp vào năm 2004 với bằng cử nhân chuyên ngành Sân khấu và Điện ảnh. Đến năm 2011, cô ghi danh vào chương trình đào tạo sau đại học của Đại học Dongguk và lấy được bằng thạc sĩ chuyên ngành Nội dung và Truyền thông Kỹ thuật số.

## Sự nghiệp

### 1997–2005: Khởi đầu sự nghiệp và đột phá
Jun Ji-hyun lần đầu tiên được biết đến như một người mẫu quảng cáo và là một nữ diễn viên truyền hình. Mặc dù cô ra mắt trong bộ phim Valentine trắng ít được xem vào năm 1999, nhưng mãi đến cuối năm khi cô xuất hiện trong một quảng cáo cho My Jet Printer của Samsung, cô mới bắt đầu trở nên nổi tiếng. Vũ điệu và biểu cảm được thể hiện trong quảng cáo đã đưa cô thành một biểu tượng cho người Hàn Quốc ở độ tuổi vị thành niên và độ tuổi đôi mươi.
Năm sau, Jun Ji-hyun xuất hiện lần đầu tiên với bộ phim được đón nhận rộng rãi vào cuối năm 2000 với Người tình không chân dung, một bộ phim tình cảm được quay đẹp mắt trên đảo Ganghwa. Bộ phim đã làm rất tốt tại phòng vé (mặc dù khởi chiếu cùng ngày với bom tấn Khu vực an ninh chung) và củng cố vị thế của cô như một ngôi sao.
Bộ phim đột phá của Jun Ji-hyun là bộ phim hài Cô nàng ngổ ngáo, một câu chuyện về một sinh viên đại học cả tin và cô bạn gái hơi vô duyên của anh. Bộ phim trở thành bộ phim hài Hàn Quốc có doanh thu cao nhất mọi thời đại ở Hàn Quốc và cũng dành hai tuần ở vị trí số 1 tại Hồng Kông, đưa Jun Ji-hyun trở thành ngôi sao hàng đầu châu Á với tư cách là một trong những ngôi sao Hallyu có ảnh hưởng nhất tại thị trường Trung Quốc.  Thành công vang dội của Cô nàng ngổ ngáo cũng củng cố sự nổi tiếng trong nước của Jun và cô được trao danh hiệu "Tình đầu quốc dân". Sự nổi tiếng ngày càng tăng của Jun Ji-hyun dẫn đến việc nhiều công ty mời chào cô làm người mẫu quảng cáo. Cô cũng đoạt giải Nữ diễn viên xuất sắc nhất tại Grand Bell Awards năm 2002.
Năm 2003, Jun Ji-hyun vào vai chính trong bộ phim kinh dị tâm lý The Uninvited, bộ phim được các nhà phê bình đón nhận khá nồng nhiệt nhưng không thu hút được người xem. Xuyên suốt khoảng thời gian này, cô thường xuyên xuất hiện trong các quảng cáo truyền hình và biển quảng cáo ở Hàn Quốc và cả ở các nước châu Á khác. Cô tái hợp với Kwak Jae-yong, đạo diễn của Cô nàng ngổ ngáo năm 2004, xuất hiện như một nữ cảnh sát trong bộ phim hài lãng mạn Ngọn gió yêu thương. Tuy nhiên, người xem cảm thấy vai diễn của cô quá giống với Cô nàng ngổ ngáo. Cũng có những dấu hiệu cho thấy sự nổi tiếng của cô bắt đầu bị ảnh hưởng vì xuất hiện quá nhiều trong quảng cáo. Tuy nhiên, Ngọn gió yêu thương trở thành bộ phim Hàn Quốc hay nhất tại Nhật Bản vào thời điểm đó, nơi mà Cô nàng ngổ ngáo không được biết đến nhiều. Trong một cuộc khảo sát năm 2005 về các nhà sản xuất phim có ảnh hưởng, cô được xếp hạng trong số 10 ngôi sao có khả năng ngân hàng cao nhất tại Hàn Quốc.
Dự án tiếp theo của Jun Ji-hyun là Daisy, cô hợp tác với Jung Woo-sung (người thường xuyên xuất hiện cùng với cô trong quảng cáo Giordano và 2% Lotte Chilsung Water) và thu hút sự chú ý khi bộ phim được quay ở Hà Lan cùng đạo diễn Andrew Lau của Hồng Kông (Infernal Affairs).

### 2006–2010: Ra mắt tại Hollywood

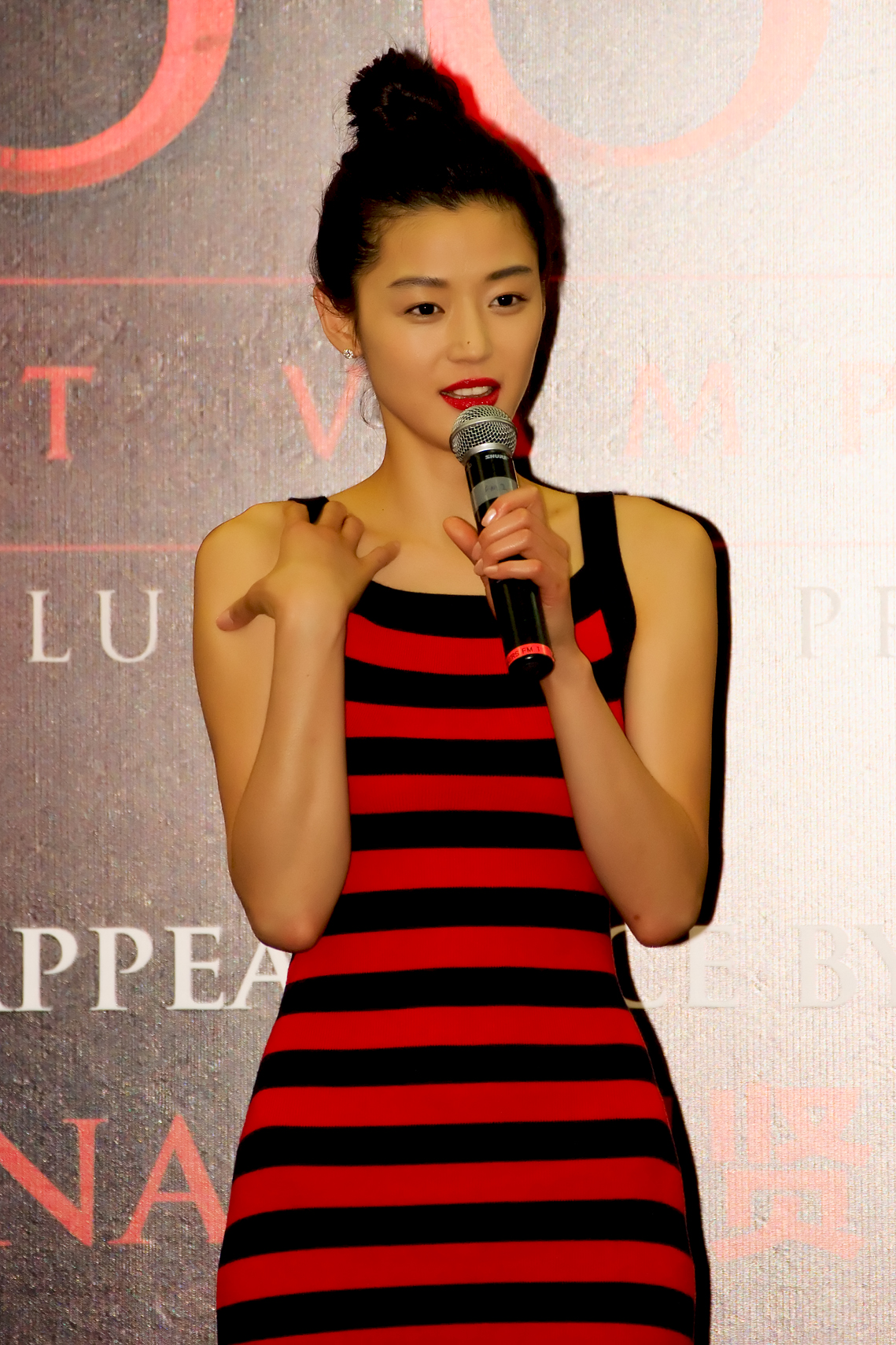
Tại một sự kiện quảng bá cho bộ phim Máu: ma cà rồng cuối cùng năm 2009

Cuối năm 2006, truyền thông tiết lộ rằng Jun Ji-hyun sẽ ra mắt tại Hollywood sau một thời gian dài ấp ủ với vai chính trong Máu: ma cà rồng cuối cùng. Việc hợp tác quốc tế, được quay tại Trung Quốc và Argentina vào năm 2007, là bản chuyển thể trực tiếp của một bộ phim hoạt hình nổi tiếng của Nhật Bản. Cô phải trải qua 3 tháng khổ luyện để vào vai nữ anh hùng võ thuật cầm kiếm. Trong quá trình quay phim và quảng bá cho bộ phim trước khi phát hành năm 2009, cô lấy tên tiếng Anh Gianna Jun. Jun Ji-hyun sau đó ra mắt thương hiệu quần jean xa xỉ của riêng mình vào năm 2008, được đặt tên là "Gianna by True Religion", dòng sản phẩm nổi tiếng đầu tiên của cô. Cô đã tham gia vào mọi giai đoạn sản xuất, từ thiết kế đến quyết định phù hợp và trang trí với các phụ kiện.
Đối với bộ phim Người đàn ông siêu nhân, Jun Ji-hyun đã cắt đi mái tóc dài mượt đặc trưng của mình để vào vai một nhà sản xuất phim tài liệu hoài nghi, gặp một anh hùng thời hiện đại, mặc áo sơ mi Hawaii, chiến đấu với sự thờ ơ ở thành thị và thuyết phục những đức tính của việc cho mượn tay. Ban đầu cô cảm thấy bị áp lực khi có cơ hội làm việc với nam diễn viên nổi tiếng Hwang Jung-min, cô nói: "Mặc dù may mắn có thể có liên quan, tôi nghĩ rằng đó là định mệnh để một diễn viên 'gặp' tác phẩm mới. Ngày đầu tiên tôi gặp anh ấy, tôi nhận ra rằng tôi có nhiều điều để học hỏi từ anh ấy, không chỉ từ diễn xuất của anh ấy, mà còn với tư cách cá nhân."
Năm 2010, cô đóng cặp với nữ diễn viên Trung Quốc Lý Băng Băng trong bộ phim tiếng Anh Tuyết Hoa và cây quạt bí mật, dựa trên cuốn tiểu thuyết cùng tên bán chạy của Lisa See, do Wayne Wang (The Joy Luck Club) đạo diễn. Bộ phim lấy bối cảnh Trung Quốc từ thế kỷ 19 xa xôi, kể về tình bạn trọn đời giữa hai người phụ nữ, Lily và Snow Flower, và sự giam cầm của họ bị áp đặt bởi các quy tắc ứng xử văn hóa nghiêm ngặt dành cho phụ nữ thời đó. Cô được Annie Leibovitz chụp ảnh cho số tháng 7 của tạp chí Vogue phiên bản Mỹ, nữ diễn viên đầu tiên của Hàn Quốc được xuất hiện trên tạp chí thời trang mang tính biểu tượng.

### 2012–nay: Hồi sinh sự nghiệp và trở lại màn ảnh nhỏ

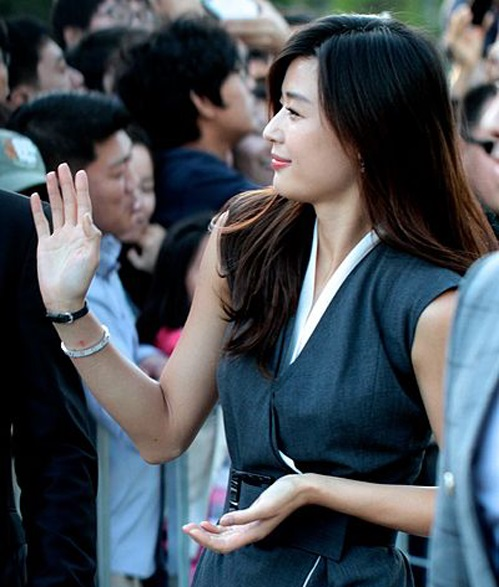
Tại Liên hoan phim quốc tế Busan, ngày 22 tháng 7 năm 2012

Là một phần trong dàn diễn viên chính của Đội quân siêu trộm, Jun Ji-hyun chiếm trọn sự chú ý của khán giả trong bộ phim trộm cắp năm 2012 của Choi Dong-hoon về những tên trộm đến từ Hàn Quốc và Trung Quốc hợp tác với nhau để đánh cắp một viên kim cương trị giá 30 triệu USD, được khóa đặc biệt phòng tại một sòng bạc ở Macau. Đội quân siêu trộm trở thành bộ phim Hàn Quốc bán chạy thứ hai mọi thời đại.
Tiếp theo cô vào vai một dịch giả kết hôn với một điệp viên tình báo Bắc Triều Tiên trong bộ phim kinh dị gián điệp Hồ sơ Berlin năm 2013 và đạo diễn Ryoo Seung-wan cũng ca ngợi những cảnh hành động của Jun Ji-hyun và phương ngữ Bắc Triều Tiên của cô. Thành công của Jun Ji-hyun trên màn ảnh rộng đã khẳng định vị thế của cô với tư cách là một trong những nữ diễn viên hàng đầu tại Hàn Quốc, đồng thời là một trong những diễn viên có doanh thu phòng vé cao nhất ở Chungmuro.
14 năm sau Happy Together năm 1999, Jun Ji-hyun trở lại màn ảnh nhỏ trong bộ phim tình cảm giả tưởng Vì sao đưa anh tới được nhiều người mong đợi cùng với bạn diễn Kim Soo-hyun. Jun Ji-hyun vào vai một nữ diễn viên hàng đầu thời hiện đại phải lòng một người ngoài hành tinh hạ cánh xuống trái đất 400 năm trước trong triều đại Joseon, do Kim Soo-hyun thủ vai. Bộ phim thành công về mặt thương mại, tạo ra xu hướng thời trang, làm đẹp và ẩm thực. Jun Ji-hyun sau đó đoạt giải Daesang (Giải thưởng danh giá), giải thưởng cao nhất dành cho truyền hình, tại Baeksang Arts Awards 2014 và SBS Drama Awards 2014. Bộ phim đã củng cố vị thế  của Jun Ji-hyun với tư cách là người dẫn đầu của Hallyu và được trao giải thưởng của Tổng thống tại Korean Popular Culture and Arts Awards.
Năm 2015, cô tái hợp với đạo diễn Choi Dong-hoon cho Sứ mệnh truy sát, một bộ phim hành động gián điệp lấy bối cảnh thời thuộc địa những năm 1930, trong đó cô vào vai một tay bắn tỉa tập hợp một đội chiến binh độc lập để giết một chỉ huy quân đội Nhật Bản và một ông trùm doanh nghiệp thân Nhật Bản. Bộ phim là một thành công phòng vé khác cho Choi Dong-hoon và Jun Ji-hyun, Sứ mệnh truy sát là bộ phim Hàn Quốc có doanh thu cao nhất trong năm cũng như là bộ phim có doanh thu cao thứ bảy ở mọi thời đại trong lịch sử điện ảnh Hàn Quốc. Jun Ji-hyun được trao giải Nữ diễn viên xuất sắc nhất tại Grand Bell Awards và Max Movie Awards.
Tháng 1 năm 2016, công ty giải trí và truyền thông Hàn Quốc CJ E&M đã mua lại công ty chủ quản của cô là Culture Depot. Cùng năm, Jun Ji-hyun được xếp hạng 8 trong trong danh sách những người nổi tiếng quyền lực nhất Hàn Quốc do tạp chí Forbes bình chọn. Đây là năm thứ hai liên tiếp của cô trong Top 10, được xếp hạng 4 năm 2015.
Tháng 11 năm 2016, Jun Ji-hyun trở lại màn ảnh nhỏ trong bộ phim tình cảm giả tưởng Huyền thoại biển xanh của SBS cùng với Lee Min-ho, tái hợp với biên kịch Park Ji-eun của Vì sao đưa anh tới. Jun Ji-hyun xếp thứ 9 trong danh sách 10 diễn viên xuất sắc nhất năm 2016 của Gallup Korea, trở thành người phụ nữ duy nhất nằm trong danh sách.
Tháng 3 năm 2020, Jun Ji-hyun xuất hiện ngắn ngủi trong mùa 2 của bộ phim zombie kinh dị Vương triều xác sống của Netflix. Sau đó cô được xác nhận sẽ tái hiện lại vai diễn của mình và dẫn dắt phần tiền truyện Vương triều xác sống: Ashin phương Bắc của bộ phim cùng với bạn diễn của cô trong Sứ mệnh truy sát là Park Byung-eun. Tập đặc biệt được Netflix phát hành trên toàn cầu vào ngày 23 tháng 7 năm 2021.
Tháng 4 năm 2020, Jun Ji-hyun được xác nhận sẽ vào vai chính trong bộ phim kinh dị bí ẩn Bí ẩn núi Jiri của tvN cùng với Ju Ji-hoon, bộ phim được chấp bút bởi nhà biên kịch Kim Eun-hee của Vương triều xác sống. The series premiered on October 23, 2021. Dự án năm 2021 của Jun Ji-hyun đánh dấu sự trở lại màn ảnh nhỏ của cô sau gần 5 năm gián đoạn.

## Đời tư
Hơn 600 khách, bao gồm người nổi tiếng, bạn bè thân thiết và gia đình của Jun Ji-hyun đã tham dự đám cưới của cô với người bạn từ thuở nhỏ là nhân viên ngân hàng Choi Joon-hyuk vào ngày 13 tháng 4 năm 2012 tại khách sạn Shilla ở Jangchung-dong, trung tâm Seoul. Chồng của cô là cháu ngoại của nhà thiết kế hanbok nổi tiếng Lee Young-hee và là con trai của nhà thiết kế thời trang Lee Jung-woo. Jun Ji-hyun hạ sinh đứa con đầu lòng của cả hai, một bé trai, vào ngày 10 tháng 2 năm 2016. Cô hạ sinh con trai thứ hai vào ngày 26 tháng 1 năm 2018.

### Pháp lý
Jun Ji-hyun cùng với 6 ngôi sao Hàn Quốc khác (Jung Woo-sung, Kim Sun-a, Jo In-sung, Ji Jin-hee, Cha Tae-hyun và Yang Jin-woo) đã kiện tạp chí điện ảnh hàng tháng Screen vào năm 2006 vì sử dụng hình ảnh của họ mà không xin phép. Năm 2007, Tòa án Tối cao Hàn Quốc phán quyết rằng nhà xuất bản phải chi trả từ 5 triệu KRW đến 15 triệu KRW cho mỗi diễn viên vì vi phạm quyền nhân thân của họ.
Năm 2009, cảnh sát phát hiện ra rằng điện thoại di động của Jun Ji-hyun bị sao chép bất hợp pháp. Sở cảnh sát thành phố Seoul đã bắt giữ một thám tử tư, được xác định là Kim, người làm chứng rằng điều đó được làm theo lệnh của SidusHQ (công ty Jun Ji-hyun từng trực thuộc 13 năm) mà anh đã được trả 6,4 triệu KRW bởi người sáng lập công ty và sau này là CEO Jung Hoon-tak. Cảnh sát cho biết công ty chủ quản của Jun Ji-hyun đã theo dõi chiếc điện thoại với nỗ lực kiểm soát mọi khía cạnh trong cuộc sống của cô. SidusHQ phủ nhận mọi cáo buộc. Jung Hoon-tak sau đó được tuyên trắng án sau khi cảnh sát không thể tìm thấy bất kỳ bằng chứng cụ thể nào về sự can thiệp trực tiếp của anh.  Kim bị kết án 1 năm tù vì xâm phạm quyền riêng tư, anh trai của Jung Hoon-tak nhận án tù treo. Vì vụ bê bối, nhiều người dự đoán cô sẽ rời công ty sau khi hết hạn hợp đồng, nhưng cô bất ngờ gia hạn hợp đồng với SidusHQ thêm 1 năm. Sau đó vào năm 2011, cô thành lập công ty riêng của mình là J&Co, sau này được đổi tên thành Culture Depot.
Năm 2011, CEO Jung Hoon-tak của SidusHQ bị buộc tội sử dụng trái phép tài khoản ngân hàng của Jun Ji-hyun để thu lợi nhuận từ thương vụ mua bán và sáp nhập. Jung Hoon-tak bị cáo buộc đã kiếm được 200 triệu KRW sau khi mua cổ phần của Stom E&F được niêm yết trên KOSDAQ vào năm 2009 với một tài khoản dưới tên của Jun Ji-hyun và công khai thông qua một hồ sơ vài tháng sau đó rằng anh sẽ mua lại Stom E&F. Jung Hoon-tak và cựu CEO của Stom E&F là Kwon Seung-shik bị báo cáo vì đã thu lợi bất chính bằng cách làm rò rỉ thông tin về thương vụ mua bán và sáp nhập trước đó. Trong một cuộc điều tra của Dịch vụ Giám sát Tài chính, Jun Ji-hyun đã làm chứng rằng cô không hề hay biết rằng có một tài khoản như vậy tồn tại dưới tên của mình. Jung Hoon-tak bác bỏ mọi cáo buộc.

## Danh sách phim

### Phim điện ảnh
| Năm  | Tên                          | Vai                | Nguồn                |
| ---- | ---------------------------- | ------------------ | -------------------- |
| 1999 | Valentine trắng              | Jung-min           |                      |
| 2000 | Người tình không chân dung   | Eun-joo            | [ 14 ]               |
| 2001 | Cô nàng ngổ ngáo             | The Girl           | [ 15 ]               |
| 2003 | The Uninvited                | Yeon               | [ 20 ]               |
| 2004 | Ngọn gió yêu thương          | Yeo Kyung-jin      | [ 23 ]               |
| 2006 | Daisy                        | Hye-young          | [ 30 ]               |
| 2008 | Người đàn ông siêu nhân      | Song Soo-jung      | [ 37 ]               |
| 2009 | Máu: ma cà rồng cuối cùng    | Saya Otonashi      | [ 32 ]               |
| 2011 | Tuyết Hoa và cây quạt bí mật | Sophia/Snow Flower | [ 38 ]               |
| 2012 | Đội quân siêu trộm           | Yenicall           | [ 91 ] [ 92 ] [ 93 ] |
| 2013 | Hồ sơ Berlin                 | Ryun Jung-hee      | [ 94 ] [ 95 ] [ 96 ] |
| 2015 | Sứ mệnh truy sát             | Ahn Ok-yun/Mitsuko | [ 97 ] [ 98 ] [ 99 ] |

### Phim truyền hình
| Năm       | Tên                   | Vai               | Kênh | Nguồn           |
| --------- | --------------------- | ----------------- | ---- | --------------- |
| 1998      | Fascinate My Heart    | Ka-yeong          | SBS  | [ 100 ]         |
| 1999      | Happy Together        | Seo Yoon-joo      | SBS  | [ 101 ] [ 102 ] |
| 2013–2014 | Vì sao đưa anh tới    | Cheon Song-yi     | SBS  | [ 103 ] [ 104 ] |
| 2016–2017 | Huyền thoại biển xanh | Shim Chung/Se-hwa | SBS  | [ 105 ] [ 106 ] |
| 2021      | Bí ẩn núi Jiri        | Seo Yi-kang       | TvN  |                 |

### Chương trình truyền hình
| Năm  | Tên chương trình | Ghi chú                    | Kênh | Nguồn   |
| ---- | ---------------- | -------------------------- | ---- | ------- |
| 1998 | Inkigayo         | MC cùng với Kim Seung-hyun | SBS  | [ 107 ] |

### Video âm nhạc
| Năm  | Tên bài hát                    | Nghệ sĩ                 | Nguồn   |
| ---- | ------------------------------ | ----------------------- | ------- |
| 1997 | "Will You Understand"          | Cho Kyu Man             |         |
| 1999 | "The Beginning of Love"        | Leon Lai                |         |
| 2000 | "Hey Girl"                     | Jang Hyuk (T.J Project) |         |
| 2000 | "Love of the Sun and the Moon" | Jang Hyuk (T.J Project) |         |
| 2002 | "Love Is Always Thirsty"       | Yumi                    | [ 108 ] |

## Quảng cáo
Jun Ji-hyun là một trong những người nổi tiếng có thu nhập quảng cáo cao nhất tại Hàn Quốc. Năm 2014, tổng thu nhập từ quảng cáo của cô được ước tính là 20 tỷ KRW. Nghiên cứu thị trường trong cùng năm cho thấy rằng dựa trên giá trị sở hữu bất động sản, cô dẫn đầu trong số những nữ minh tinh Hàn Quốc và đạt vị trí số 4 trong danh sách dành cho cả nam lẫn nữ. Năm 2016, Jun Ji-hyun nhận được 14 tỷ KRW cho 14 quảng cáo mà cô tham gia, trở lại vị trí dẫn đầu trên bảng xếp hạng quảng cáo.
Năm 2014, một thỏi son Rouge Pur Couture No. 52 của YSL mà cô dùng trong bộ phim Vì sao đưa anh tới được bán hết sạch trên toàn cầu, trong khi chiếc áo khoác mà cô mặc trong bộ phim khiến doanh thu bán hàng của hơn 2.500 cửa hàng ShesMiss tăng vọt trong 10 ngày.
Năm 2020, Jun Ji-hyun trở thành đại sứ thương hiệu đầu tiên của Alexander McQueen tại Hàn Quốc.

## Giải thưởng và đề cử
| Năm  | Giải thưởng                                             | Hạng mục                                                                    | Đề cử                            | Kết quả   | Nguồn          |
| ---- | ------------------------------------------------------- | --------------------------------------------------------------------------- | -------------------------------- | --------- | -------------- |
| 1999 | Baeksang Arts Awards lần thứ 35                         | Nữ diễn viên mới xuất sắc nhất                                              | Valentine trắng                  | Đoạt giải | [ 117 ]        |
| 1999 | SBS Drama Awards                                        | Giải thưởng Ngôi sao mới                                                    | Happy Together                   | Đoạt giải | [ 118 ]        |
| 1999 | SBS Drama Awards                                        | Giải thưởng phổ biến Netizen                                                | Happy Together                   | Đoạt giải |                |
| 2001 | Blue Dragon Film Awards lần thứ 22                      | Nữ diễn viên xuất sắc nhất                                                  | Cô nàng ngổ ngáo                 | Đề cử     |                |
| 2002 | Grand Bell Awards lần thứ 39                            | Nữ diễn viên xuất sắc nhất                                                  | Cô nàng ngổ ngáo                 | Đoạt giải | [ 119 ]        |
| 2002 | Grand Bell Awards lần thứ 39                            | Giải thưởng phổ biến                                                        | Cô nàng ngổ ngáo                 | Đoạt giải | [ 119 ]        |
| 2003 | Korea World Youth Film Festival lần thứ 3               | Nữ diễn viên được yêu thích nhất                                            | Cô nàng ngổ ngáo                 | Đoạt giải | [ 120 ]        |
| 2006 | Grand Bell Awards lần thứ 43                            | Nữ diễn viên xuất sắc nhất                                                  | Daisy                            | Đề cử     | [ 121 ]        |
| 2007 | Korean Entertainment Industry Society                   | Giải thưởng Ngôi sao (phim điện ảnh)                                        | —                                | Đoạt giải | [ 122 ]        |
| 2012 | Asia-Pacific Film Festival lần thứ 56                   | Nữ diễn viên phụ xuất sắc nhất                                              | Đội quân siêu trộm               | Đề cử     |                |
| 2013 | Asian Film Awards lần thứ 7                             | Nữ diễn viên phụ xuất sắc nhất                                              | Đội quân siêu trộm               | Đề cử     | [ 123 ]        |
| 2013 | Baeksang Arts Awards lần thứ 49                         | Nữ diễn viên phụ xuất sắc nhất                                              | Đội quân siêu trộm               | Đề cử     |                |
| 2013 | Mnet 20's Choice Awards lần thứ 7                       | 20's Ngôi sao điện ảnh - Nữ                                                 | Hồ sơ Berlin                     | Đề cử     |                |
| 2013 | Puchon International Fantastic Film Festival lần thứ 17 | Giải thưởng Lựa chọn của Nhà sản xuất                                       | Đội quân siêu trộm, Hồ sơ Berlin | Đoạt giải | [ 124 ]        |
| 2013 | Korean Association of Film Critics Awards lần thứ 33    | Nữ diễn viên xuất sắc nhất                                                  | Hồ sơ Berlin                     | Đề cử     | [ 125 ]        |
| 2014 | Baeksang Arts Awards lần thứ 50                         | Daesang                                                                     | Vì sao đưa anh tới               | Đoạt giải | [ 51 ] [ 126 ] |
| 2014 | Baeksang Arts Awards lần thứ 50                         | Nữ diễn viên xuất sắc nhất (phim truyền hình)                               | Vì sao đưa anh tới               | Đề cử     | [ 51 ] [ 126 ] |
| 2014 | Baeksang Arts Awards lần thứ 50                         | Giải thưởng thời trang InStyle                                              | —                                | Đoạt giải | [ 51 ] [ 126 ] |
| 2014 | Korea Tourism Awards                                    | Ngôi sao của du lịch Hàn Quốc                                               | —                                | Đoạt giải | [ 127 ]        |
| 2014 | Korea Broadcasting Awards lần thứ 41                    | Nữ diễn viên xuất sắc nhất                                                  | Vì sao đưa anh tới               | Đoạt giải | [ 128 ]        |
| 2014 | Korea Drama Awards lần thứ 7                            | Daesang                                                                     | Vì sao đưa anh tới               | Đề cử     |                |
| 2014 | APAN Star Awards lần thứ 3                              | Giải thưởng xuất sắc hàng đầu, nữ diễn viên trong phim ít tập               | Vì sao đưa anh tới               | Đề cử     | [ 129 ]        |
| 2014 | APAN Star Awards lần thứ 3                              | Giải thưởng ngôi sao Hallyu                                                 | Vì sao đưa anh tới               | Đoạt giải | [ 130 ]        |
| 2014 | SBS Drama Awards                                        | Daesang                                                                     | Vì sao đưa anh tới               | Đoạt giải | [ 52 ] [ 131 ] |
| 2014 | SBS Drama Awards                                        | Giải thưởng xuất sắc hàng đầu, nữ diễn viên trong phim truyền hình đặc biệt | Vì sao đưa anh tới               | Đề cử     | [ 52 ] [ 131 ] |
| 2014 | SBS Drama Awards                                        | Giải thưởng PD                                                              | Vì sao đưa anh tới               | Đoạt giải | [ 52 ] [ 131 ] |
| 2014 | SBS Drama Awards                                        | Top 10 ngôi sao                                                             | Vì sao đưa anh tới               | Đoạt giải | [ 52 ] [ 131 ] |
| 2014 | SBS Drama Awards                                        | Cặp đôi xuất sắc nhất (với Kim Soo-hyun)                                    | Vì sao đưa anh tới               | Đoạt giải | [ 52 ] [ 131 ] |
| 2015 | Sichuan Television Festival lần thứ 13                  | Nữ diễn viên xuất sắc nhất                                                  | Vì sao đưa anh tới               | Đoạt giải | [ 132 ]        |
| 2015 | Buil Film Awards lần thứ 24                             | Nữ diễn viên xuất sắc nhất                                                  | Sứ mệnh truy sát                 | Đề cử     |                |
| 2015 | Korean Popular Culture and Arts Awards lần thứ 6        | Giải thưởng của Tổng thống                                                  | —                                | Đoạt giải | [ 54 ]         |
| 2015 | Grand Bell Awards lần thứ 52                            | Nữ diễn viên xuất sắc nhất                                                  | Sứ mệnh truy sát                 | Đoạt giải | [ 58 ]         |
| 2015 | Blue Dragon Film Awards lần thứ 36                      | Nữ diễn viên xuất sắc nhất                                                  | Sứ mệnh truy sát                 | Đề cử     | [ 133 ]        |
| 2016 | Max Movie Awards lần thứ 11                             | Nữ diễn viên xuất sắc nhất                                                  | Sứ mệnh truy sát                 | Đoạt giải | [ 134 ]        |
| 2016 | Chunsa Film Art Awards lần thứ 21                       | Nữ diễn viên xuất sắc nhất                                                  | Sứ mệnh truy sát                 | Đề cử     | [ 135 ]        |
| 2016 | Baeksang Arts Awards lần thứ 52                         | Nữ diễn viên xuất sắc nhất                                                  | Sứ mệnh truy sát                 | Đề cử     | [ 136 ]        |
| 2016 | Korea World Youth Film Festival lần thứ 16              | Nữ diễn viên được yêu thích nhất                                            | Sứ mệnh truy sát                 | Đoạt giải | [ 137 ]        |
| 2016 | SBS Drama Awards                                        | Daesang                                                                     | Huyền thoại biển xanh            | Đề cử     | [ 138 ]        |
| 2016 | SBS Drama Awards                                        | Giải thưởng xuất sắc hàng đầu, nữ diễn viên trong phim giả tưởng            | Huyền thoại biển xanh            | Đề cử     |                |
| 2016 | SBS Drama Awards                                        | Cặp đôi xuất sắc nhất (với Lee Min-ho)                                      | Huyền thoại biển xanh            | Đoạt giải | [ 139 ]        |
| 2016 | SBS Drama Awards                                        | Giải thưởng Top 10 ngôi sao                                                 | Huyền thoại biển xanh            | Đoạt giải | [ 140 ]        |
| 2016 | SBS Drama Awards                                        | Giải thưởng Ngôi sao K-Wave                                                 | Huyền thoại biển xanh            | Đề cử     |                |
| 2016 | SBS Drama Awards                                        | Giải thưởng Học viện thần tượng - Ăn uống tốt nhất (Meokbang)               | Huyền thoại biển xanh            | Đoạt giải | [ 141 ]        |